# William Cochran
Pour les articles homonymes, voir Cochran et William Cochran (homonymie).
William Gemmell Cochran est un statisticien écossais, né le 15 juillet 1909 à Rutherglen, en Écosse, et décédé le 29 mars 1980 à Orleans, dans le Massachusetts. Ses recherches ont porté sur la conception et l'interprétation des plans d'expériences.

## Biographie
Après avoir étudié les mathématiques à l'université de Glasgow, en 1931, il rejoint l'université de Cambridge et s'inscrit en PhD de statistique sous la direction de John Wishart. À Cambridge, il publie un premier article dont le résultat est ensuite devenu connu sous le nom de théorème de Cochran. En 1934, Frank Yates, qui a succédé à Ronald Aylmer Fisher à la tête du laboratoire d'agronomie expérimentale de Rothamsted, embauche William Cochran comme assistant, qui abandonne son doctorat pour pouvoir mener des recherches plus appliquées à Rothamsted. Dans la lignée des travaux de Fisher, Yates et Cochran développent alors les méthodes expérimentales en les appliquant au problème du rendement des terres agricoles.
En 1939, il rejoint l'université d'État de l'Iowa pour travailler avec George Snedecor. C'est là qu'il commence à enseigner et qu'il conçoit avec Gertrude Cox, leur ouvrage sur la conception des expériences (Experimenal Designs, 1950), qui est devenu après sa publication le manuel de référence sur les plans d'expériences.
En 1944, il rejoint Samuel Wilks à l'université de Princeton pour mener des recherches militaires et en 1946, il rejoint grâce à Gertrude Cox l'université d'état de Caroline du Nord où il devient responsable des « études avancées » (« graduate programme ») en statistiques expérimentales à l'université d'État à Raleigh.
Pour retrouver un peu de temps à consacrer à ses recherches, il accepte en 1949, une offre du département de biostatistique de l'école d'hygiène et de santé publique de l'université Johns Hopkins. Son ouvrage sur les méthodes d'échantillonnage paraît en 1953 et devient à son tour un ouvrage de référence sur le sujet
En 1957, il rejoint l'université Harvard où il est resté jusqu'à sa retraite en 1976.

## Vie privée
En 1937, il a épousé Betty Mitchell, avec qui il a eu trois enfants.

## Publications
- (en) W. G. Cochran, « The Distribution of Quadratic Forms in a Normal System, with Applications to the Analysis of Covariance », Mathematical Proceedings of the Cambridge Philosophical Society, vol. 30, no 2,‎ avril 1934, p. 178–191 (DOI 10.1017/S0305004100016595).
- 1950 : Experimental Designs, écrit avec Gertrude Cox, John Wiley and Sons.
- (en) William Cochran, « The {\displaystyle \chi ^{2}} test of goodness of fit », The Annals of Mathematical Statistics, vol. 23,‎ 1952, p. 315-345.
- 1953 : Sampling Techniques.
- (en) William Cochran, John Tukey et Frederic Mosteller, Statistical problems of the Kinsey Report on Sexual Behavior in the Human Male, Washington, 1954.

## Distinctions
- 1936 : Médaille Guy en bronze[1].
- 1971 : élection à l'académie américaine des arts et des sciences[1].
- 1974 : élection à l'académie nationale des sciences[1].
- 1976 : prix Samuel Wilks.